# یاشلتائو
یاشلتائو (انگلیسی: Yasheltau) یک شهرک در شهرستان ایشیمبایسکی استان باشقیرستان کشور روسیه است.